# أبو الفتح الغزنوي
أحمد بن علي بن الحسين البغدادي والمعروف بأبو الفتح الغزنوي .
وهو من رواة الحديث النبوي، ولقد سمع كتاب الجامع المعروف بسنن الترمذي للإمام أبو عيسى محمد الترمذي من: أبي الفتح عبد الملك الكروخي عن شيوخه. وسمع الحديث من أبي الفضل الأرموي، وأبي الحسن بن صرما، وأبي الفضل محمد بن ناصر، وغيرهم. وكان سماعه صحيحا.
وقال ابن نقطة في التقييد: (وكان يرمى برذائل لا تليق بأهل العلم فسئل عن ذلك فتبرأ منه وأنا أسمع، وكتب خطه بالبراءة مما ذكروه به).

## وفاته
توفي في ليلة الجمعة 19 رمضان عام 618 هـ/ 5 تشرين الثاني 1221م، ودفن من الغد في المقبرة الوردية ببغداد.